# (755) Квинтилла
(755) Квинтилла (лат. Quintilla) — астероид главного пояса, который принадлежит к спектральному классу M. Был обнаружен 6 апреля 1908 года американским астрономом Джоэлом Меткалфом в обсерватории города Тонтон и назван итальянским женским именем Квинтилла, поскольку на тот момент ещё ни один астероид не имел имени начинавшегося с буквы «Q». 